# Sycophilomorpha
Sycophilomorpha is een geslacht van vliesvleugeligen uit de familie Eurytomidae. De wetenschappelijke naam van dit geslacht is voor het eerst geldig gepubliceerd in 1969 door Joseph & Abdurahiman.

## Soorten
Het geslacht Sycophilomorpha is monotypisch en omvat slechts de volgende soort:
- Sycophilomorpha saptapurensis Joseph & Abdurahiman, 1969